# سيزار كويتو
سيزار كويتو (بالإسبانية: César Cueto)‏ (مواليد 16 يونيو 1952) هو لاعب كرة قدم. لعب مع منتخب بيرو لكرة القدم. سبق له أن لعب في كأس العالم لكرة القدم مع منتخب بلاده.

## روابط خارجية
- سيزار كويتو على موقع الاتحاد الدولي (مؤرشف)  (الإنجليزية)
- سيزار كويتو على موقع قاعدة بيانات كرة القدم.إي يو (الإنجليزية)
- سيزار كويتو على موقع ناشيونال فوتبول تيمز (الإنجليزية)
- سيزار كويتو على موقع عالم كرة القدم.نت (الإنجليزية)